# Okres Érd
Okres Érd (maďarsky Érdi járás) je jedním z osmnácti okresů maďarské župy Pest. Jeho centrem je město Érd.

## Sídla
V okrese se nachází celkem 7 měst a obcí.
Města
- Diósd
- Érd
- Százhalombatta
- Törökbálint

Městyse
- Tárnok

Obce
- Pusztazámor
- Sóskút